# Wangchuck-Centennial-Nationalpark
Der Wangchuck-Centennial-Nationalpark befindet sich im Norden von Bhuhan und ist mit einer Fläche von 4914 km² der größte Nationalpark des Landes. Er erstreckt sich über fünf Bezirke und grenzt am Norden an Tibet und im Westen an die Nebenflüsse des Wong Chhu (Raidāk) Beckens. Die höchsten Stellen des Nationalparks befinden sich auf über 5000 Metern.
Der Nationalpark grenzt direkt an den Jigme-Dorji-Nationalpark, Bumdeling Wildlife Sanctuary und Thrumshingla-Nationalpark im Norden Bhutans und im Zentrum des Landes an den Jigme-Singye-Wangchuck-Nationalpark. Somit ist fast der gesamte Norden Bhutans durch eine Schutzzone aus Nationalparks geschützt.
Durch den Nationalpark fließen folgende Flüsse: Puna Tsang Chhu, Mangde Chhu, Chamkhar Chhu und Kuri Chhu.

## Geschichte
Der Nationalpark wurde am 12. Dezember 2008 zu Ehren der Wangchuck-Dynastie gegründet, welche es seit 1907 gibt.

## Flora und Fauna
Der Park beherbergt über 200 Arten von Gefäßpflanzen, 23 Arten von großen Säugetieren und über 100 Vogelarten. Bemerkenswerte Wildtierarten sind der Bengal-Tiger (Panthera tigris tigris), Schneeleopard (Panthera uncia), Wolf, Mishmi-Takin (Budorcas taxicolor) und der Himalaya-Schwarzbär (Ursus thibetanus).